# Natalya Herman
Natalya Herman ou German (en russe : Наталья Герман, née le 10 novembre 1963 à Dniprodzerjynsk) est une ancienne athlète soviétique puis ukrainienne spécialiste du 100 mètres et du 200 mètres.

## Carrière

### Palmarès
| Date | Compétition           | Lieu             | Résultat | Épreuve        | Performance |
| ---- | --------------------- | ---------------- | -------- | -------------- | ----------- |
| 1987 | Championnats d'URSS   | Union soviétique | 1re      | 200 mètres     | 23 s 25     |
| 1987 | Championnats du monde | Rome             | 3e       | 4 × 100 mètres | 42 s 33     |